# Dilatare temporală gravitațională
Dilatarea temporală gravitațională este o formă de dilatare a timpului, o diferență reală a timpului scurs între două evenimente, măsurată de observatori⁠(d) situați la distanțe variabile față de o masă ce exercită câmp gravitațional. Cu cât este mai mare potențialul gravitațional⁠(d) (cu cât este mai departe ceasul de sursa de gravitație), cu atât timpul trece mai repede. Albert Einstein a prezis inițial acest efect în teoria relativității, și de atunci a fost confirmat de testele relativității generale.
Aceasta s-a demonstrat prin observarea faptului că ceasurile atomice de la altitudini diferite (și astfel de la potențial gravitațional diferit) vor arăta în cele din urmă ore diferite. Efectele detectate în astfel de experimente efectuate pe Pământ sunt extrem de mici, diferențele fiind măsurate în nanosecunde⁠(d). Relativ la vârsta Pământului de miliarde de ani, miezul Pământului este efectiv cu 2,5 ani mai tânăr decât suprafața sa. Demonstrarea efectelor mai mari ar necesita distanțe mai mari de Pământ sau o sursă gravitațională mai mare. 
Dilatarea gravitațională a timpului a fost descrisă inițial de Albert Einstein în 1907 ca o consecință a relativității restrânse în sistemele de referință accelerate. În relativitatea generală, se consideră că există o diferență în trecerea timpului propriu⁠(d) în poziții diferite după cum descrie un tensor metric al spațiu-timpului. Existența dilatării gravitaționale a timpului a fost confirmată pentru prima dată de experimentul Pound-Rebka⁠(d) în 1959.

## Definiție
Ceasurile aflate departe de corpurile masive (sau de potențiale gravitaționale mai mari) funcționează mai repede, iar ceasurile apropiate de corpurile masive (sau la potențial gravitațional mai mic) funcționează mai lent. De exemplu, de-a lungul vieții totale a Pământului (4,6 miliarde de ani), un ceas aflat pe vârful muntelui Everest ar fi cu aproximativ 39 de ore înaintea unui ceas aflat la nivelul mării. Acest lucru se datorează faptului că dilatarea temporală gravitațională se manifestă în sisteme de referință accelerate sau, în virtutea principiului de echivalență, în câmpul gravitațional al unor obiecte masive.
Conform relativității generale, masa inerțială și masa gravitațională sunt una și aceeași, și toate sistemele de referință accelerate (cum ar fi un sistem de referință aflat în rotație uniformă⁠(d) cu dilatare temporală proprie) sunt fizic echivalente cu un câmp gravitațional de aceeași putere.
Fie o familie de observatori de-a lungul unei linii drepte „verticale”, asupra fiecăruia exercitându-se câte o g-forță⁠(d) constantă distinctă direcționată de-a lungul acestei linii (de exemplu, o navă spațială cu accelerare lungă, un zgârie-nori, un ascensor pe o planetă). Fie g(h) dependența g-forței de „înălțime”, o coordonată de-a lungul liniei menționate mai sus. Ecuația în raport cu un observator de la bază la h = 0 este 
{\displaystyle T_{d}(h)=\exp \left[{\frac {1}{c^{2}}}\int _{0}^{h}g(h')dh'\right]}
Unde Td(h) este dilatarea totală a timpului într-o poziție aflată la distanța h, g(h) este dependența g-forței de „înălțimea” h, c este viteza luminii și cu exp se notează exponentierea în bază e. 
Pentru simplitate, într-o familie de observatori Rindler⁠(d) într-un spațiu-timp plat, dependența ar fi 
{\displaystyle g(h)=c^{2}/(H+h)}
cu H constant, care produce 
{\displaystyle T_{d}(h)=e^{\ln(H+h)-\ln H}={\tfrac {H+h}{H}}}.
Pe de altă parte, când g este aproape constantă și gh este mult mai mic decât c2, se poate folosi și aproximarea liniară de „câmp slab” {\displaystyle T_{d}=1+gh/c^{2}}. 
Vezi paradoxul Ehrenfest⁠(d) pentru aplicarea aceleiași formulări într-un sistem de referință în rotație într-un spațiu-timp plat.

## În afara unei sfere care nu se rotește
O ecuație obișnuită folosită pentru a determina dilatarea temporală gravitațională derivă din metrica Schwarzschild, care descrie spațiu-timpul în vecinătatea unui obiect masiv sferic, care nu se rotește. Ecuația este 
{\displaystyle t_{0}=t_{f}{\sqrt {1-{\frac {2GM}{rc^{2}}}}}=t_{f}{\sqrt {1-{\frac {r_{s}}{r}}}}}
Unde 
- t0 este timpul propriu între evenimentele A și B pentru un observator lent aflat în câmpul gravitațional,
- tf este timpul coordonat între evenimentele A și B pentru un observator rapid, aflat la o distanță arbitrar de mare față de obiectul masiv (acest lucru presupune că observatorul rapid utilizează coordonatele Schwarzschild⁠(d), un sistem de coordonate în care un ceas aflat la distanță infinită de sfera masivă ar bate la o secundă pe secundă din timpul coordonat, în timp ce ceasurile mai apropiate ar bate la mai puțin decât atât);
- G este constanta gravitațională,
- M este masa obiectului care creează câmpul gravitațional,
- r este coordonata radială a observatorului (care este analogă cu distanta clasică față de centrul obiectului, dar este de fapt o coordonată Schwarzschild),
- c este viteza luminii și
- {\displaystyle r_{s}=2GM/rc^{2}}este raza Schwarzschild a lui M.

Pentru ilustrare, fără a se ține cont de efectele rotației, apropierea de puțul gravitațional al Pământului va determina un ceas de pe suprafața planetei să acumuleze în jur de 0,0219 secunde mai puțin pe o perioadă de un an decât ar face-o ceasul unui observator îndepărtat. Prin comparație, un ceas de pe suprafața Soarelui va acumula în jur de 66,4 secunde mai puțin într-un an. 

## Orbite circulare
În metrica Schwarzschild, obiectele în cădere liberă pot fi în orbite circulare dacă raza orbitală este mai mare decât {\textstyle {\frac {3}{2}}r_{s}} (raza sferei de fotoni⁠(d)). Formula pentru un ceas în repaus este dată mai sus; formula de mai jos dă dilatarea timpului gravitațional pentru un ceas aflat pe o orbită circulară, dar nu include dilatarea temporală opusă cauzată de mișcarea ceasului. (Ambele dilatări sunt prezentate în figura de mai jos). 
{\displaystyle t_{0}=t_{f}{\sqrt {1-{\frac {3}{2}}\!\cdot \!{\frac {r_{s}}{r}}}}\,.}

## Caracteristici importante ale dilatării temporale gravitaționale
- Conform teoriei relativității generale, dilatarea timpului gravitațional coexistă cu existența unui sistem de referință accelerat⁠(d) . O excepție este centrul unei distribuții concentrice a materiei, în care nu există un sistem de referință accelerat, și totuși ceasurile tot ar trebui să bată mai încet. În plus, toate fenomenele fizice, în circumstanțe similare, suferă o dilatare temporală egală, în conformitate cu principiul de echivalență folosit în teoria relativității generale.
- Viteza luminii dintr-un punct este întotdeauna egală cu c, conform observatorului aflat acolo. Adică orice regiune infinitezimală a spațiu-timpului poate avea un timp al său propriu, iar viteza luminii în raport cu timpul propriu din acea regiune este întotdeauna c. Acesta se întâmplă indiferent dacă o anumită regiune este sau nu ocupată de un observator. O întârziere temporală poate fi măsurată pentru fotonii care sunt emiși de pe Pământ, se curbează în apropierea Soarelui, se îndreaptă spre Venus și apoi se întorc pe Pământ de-a lungul unei căi similare. Nu există nicio încălcare a constanței vitezei luminii aici, deoarece orice observator care măsoară viteza fotonilor din regiunea sa va găsi viteza acestor fotoni ca fiind c, în timp ce viteza cu care observăm lumina călătorind la distanțe finite în vecinătatea Soarelui va fi diferită de c.
- Dacă un observator poate urmări lumina într-o poziție îndepărtată, care interceptează un observator dilatat temporal aflat mai aproape de un corp mai masiv, primul observator urmărește cum atât lumina aflată la distanță, cât și observatorul dilatat temporal aflat la distanță au un ceas mai lent decât altă lumină care vine la primul observator cu viteza c, ca și orice altă lumină pe care primul observator o poate observa cu adevărat (în propria locație). Dacă cealaltă lumină de la distanță interceptează primul observator, ea va fi măsurată la viteza c de către primul observator.
- Dilatarea timpului într-un câmp gravitațional este egală cu dilatarea timpului în spațiul îndepărtat, datorită unei viteze care este necesară pentru a scăpa de câmpul gravitațional.

## Confirmare experimentală

Ceasurile de pe sateliți sunt încetinite de viteza lor orbitală, dar accelerate de distanța față de puțul gravitațional al Pământului.

Dilatarea temporală gravitațională a fost măsurată experimental utilizând ceasuri atomice pe avioane. Ceasurile de la bordul avioanelor au fost ușor mai rapide decât ceasurile de la sol. Efectul este suficient de semnificativ încât sateliții artificiali ai sistemului de poziționare globală să trebuiască să își corecteze ceasurile.
În plus, s-au confirmat experimental și dilatări temporale datorate unor diferențe de înălțime mai mici de un metru.
Dilatarea gravitațională a timpului a fost confirmată de experimentul Pound-Rebka⁠(d), de observațiile spectrelor piticei albe Sirius B și de experimentele cu semnale de timp trimise către și dinspre landerul de pe Marte Viking 1. 